# 金森 (守山市)
金森（かねがもり、金ヶ森とも）は、滋賀県守山市の集落地名。寺内町の初期形態として著名。

## 位置
旧野洲川氾濫原の微高地に位置する。中世には、東山道から琵琶湖の志那浦へ通じる志那街道が集落内を通っていたことから宿駅の役割を持ち、交通上重要な位置にあり栄えた。

## 古代の金森
現在、町内の金森遺跡と金森東遺跡(ともに弥生時代～平安時代)から集落や井戸跡と方形周溝墓、土錘や土器などが出土していることから、早くから人間が居住していたことがわかっている。市内最大の箱庭古墳(前方後円墳か帆立貝式古墳　全長45m以上)があることから、力ある首長の存在が予測されている。
7～8世紀以降、周辺には北東から南西に向かって条里制がひかれ、金森も条里集落の一つであった。また、壬申の乱における「安河浜の合戦」の主戦場を金森付近に比肩する説もあり、注目されている。
平安時代には天台宗の影響が強く、仁願寺や興満寺という寺が勢力を持っていた。また、郡衙に関係する役人として川那辺氏が移り住み、地域の土豪として金森城を擁して指導的役割を果たすようになっていく。

## 寺内町としての金森
14世紀に金森を支配していた川那辺厚春が本願寺五代目法主の綽如に帰依し、金森は天台宗から浄土真宗に信仰の基軸を大きく変えていった。その子川那辺在貞の時代には金森惣道場が開かれるにいたり、さらにその子川那辺矩厚は、存如に帰依し道西と名乗るようになった。金森惣道場（金森御坊）を中心として民家を環濠で取り囲んだ寺内町が形成されたのは、この道西の時代であると考えられている。江戸時代の「金森地図」（金森御堂保存）には周囲に濠を巡らし、土居を築いた跡が見られることから、金森は宗教的性格と防御の城郭的機能をあわせもった寺内町の初期的形態である、ということができる。現在も周辺には濠跡とともに大門や城ノ下などの地名が残されている。当時、二百軒を越える集落であった。
寛正6年（1465年）、比叡山僧兵による「寛正の破却」によって大谷の地を追われた本願寺派の指導者・蓮如は、高弟であった道西のもとに身を寄せた。さらに、付近の門徒衆を結集し比叡山の山徒衆に反抗。これを金森合戦といい、史上初めての一向一揆である。文正元年（1466年）11月には「報恩講」を勤修した。蓮如は文明元年（1469年）には対岸の堅田へ移動したが、金森は本願寺派の中心地として栄え、金森御坊を中心とする計画都市が形成された。
後に飛騨国高山城主となる金森長近は天文10年（1541年）までこの地で育ち、父の姓大畑から改名し、金森を名乗っている。
戦国時代には、近在である三宅の蓮正寺と連携した城としての機能が整えられ、湖南地域の一向宗徒の拠点となっていた。金森の一向宗徒は、織田信長の近江入国・比叡山焼き討ちの直前に、元亀2年（1571年）6月から9月にかけて反抗した。金森には近在の村々から一向宗徒が集結したが、石部・常楽寺に本陣を構えた信長配下の佐久間信盛によって攻められ、比叡山焼き討ちを優先した信長と一時は人質を交換して和睦した。しかし、翌元亀3年（1572年）には信長は近在の百を越える村々が「金森・三宅への出入や荷担をしないよう」という起請文をとられ、町域はいったん荒廃しかけた。しかし同年、信長によって楽市・楽座の制札が与えられ、以後宿駅・市場の二つの性格を持つ集落となった。その後江戸時代に、琵琶湖渡航の主要港が矢橋港になると志那街道の役割が薄れ、金森も衰えた。

## 江戸時代の金森
江戸時代の金森は旗本水野領となった。石高は855,7石。

## 現代の金森
守山市金森町として、本郷・城之下・上代・川向・信楽の5地区を有する自治会として活動している(約450世帯)(かつての寺内町は本郷地区)。また、金森山柿(約70世帯)は自治会として独立している。金森川と案内川河川公園で、ゲンジボタルの保護活動と絶滅が心配されているハリヨ育成活動が行われている。
近年、自治会内を南北にくすの木通り(市道古高川田線)が通った。さらにJR守山駅から市道泉町金森線がくすの木通りを通過して滋賀県道42号草津守山線(湖南街道)まで東西に横切り、交通の便が格段に向上した。また県・市の区画整理事業の対象となっており新たな住宅地の建設が続いている。医院、スーパーマーケット、県立守山中学校、市立守山南中学校、県立守山高等学校、立命館守山中学校・高等学校、守山市民ホールなどが近接している。

## 文化財
- 懸所宝塔(重要文化財)
- 庭塚古墳(前方後円墳)-全長約50メートル　市内最大
- 金森遺跡-弥生時代～平安時代にかけての、集落・墓跡。

## 地場産業
- 金盛酒造(有)　　清酒・金盛